# Tumbuka
I Tumbuka sono un gruppo etnico bantu stanziato prevalentemente tra la valle del fiume Luangwa e il lago Malawi, tra gli stati dello Zambia orientale e del Malawi settentrionale, e in misura minore in Tanzania e Zimbabwe. Il parco nazionale Kasungu in Malawi è in genere considerato la loro patria ancestrale. Parlano la lingua tumbuka o chiTumbuka, e la maggioranza della popolazione si riconosce cristiana, sebbene molte comunità mantengano credenze tradizionali.
I Tumbuka non hanno avuto storicamente un'organizzazione centralizzata, ma erano tradizionalmente organizzati in piccoli regni indipendenti. Fino al XV secolo avevano un sistema di successione matrilineare, che all'inizio di quel secolo si trasformò in patrilineare. Un evento significativo nella loro storia fu l'invasione subita da parte del popolo Ngoni nel 1855, che causò inizialmente la devastazione del popolo Tumbuka, ma portò in seguito anche a matrimoni misti tra i due popoli. Durante l'era coloniale, l'intervento britannico pacificò temporaneamente la regione.
Il popolo Tumbuka è rurale, e ha vissuto storicamente in villaggi o in gruppi di case rettangolari dal tetto di paglia. Un granaio circolare e una cucina facevano tradizionalmente parte di ogni famiglia. I membri maschi trascorrevano il loro tempo principalmente in una parte della casa chiamata Mpara e le femmine in un luogo chiamato Ntanganini. Nella stagione del raccolto, i membri della famiglia si disperdevano, a volte risiedendo in case isolate vicino ai terreni coltivati.
Nell'era contemporanea, i principali raccolti di base del popolo Tumbuka sono il mais, la manioca, il miglio e i fagioli, insieme a una varietà di zucche, verdure e frutta come banane e arance come integratori spesso coltivati dalle donne. In passato la coltivazione veniva effettuata manualmente utilizzando le zappe, ma durante il dominio coloniale furono introdotti gli aratri trainati da buoi. La pratica agricola del debbio è comune tra i Tumbuka e continua anche nell'era moderna.